# Ukrainian Puzzles
Ukrainian Puzzles — українське соціальне підприємництво з виготовлення картонних та дерев'яних пазлів, який виник після початку повномасштабного російське вторгнення в Україну і як реакція на нього, з метою популяризувати ідею збору коштів для відновлення зруйнованих та пошкоджених об'єктів культурної спадщини на території України.

## Історія
Ідея створення Ukrainian Puzzles виникла у квітні 2022 року, коли тривав другий місяць повномасштабної російсько-української війни. Багато об’єктів культурної спадщини України зазнали руйнувань. Виникла велика потреба комунікувати зі світом, розповідати про події в Україні, шукати шляхи для підтримки та допомоги. Спершу було задумано, що пазли будуть спрямовані саме на іноземну аудиторію, тому назва і логотип були створені англійською.
Перша партія пазлів була надрукована у липні 2022 року. Більшу частину цієї партії було відправлено на склад у США, звідки виконувались замовлення по США та Канаді. В Україні пазли зберігалися на складі у Луцьку, звідки здійснюються відправлялення по Україні та у країни Європи. 7 серпня 2022 року відбулась перша покупка і цей день ми вважаємо днем започаткування Ukrainian Puzzles.
На першій колекції зображено знищений літак АН-225 "Мрія", зруйнований Маріупольський драматичний театр і Чернігівську бібліотеку для юнацтва, пошкоджений центр Харкова і Харківський університет імені Василя Каразіна, Святогірська лавра, Київська телевежа, Садиба Попова та інші., Після цього розпочалась робота над новими колекціями: Ukrainian Art, Discover Ukraine, Glory to Ukraine.
У жовтні 2022 року було проведено перший турнір зі складання Ukrainian Puzzles у місті Остін, штат Техас, США. Турнір не обмежувався правилами, а мав інформаційну та фандрейзингову мету збору коштів для Харківського національного університету імені Василя Каразіна. Наступний турнір зі складання пазлів відбувся в грудні 2022 року в американському місті Парма, штат Огайо і організований прихильниками UP, які самостійно купили пазли і організували такий турнір, щоб зібрати більше коштів для трьох дитячих будинків із Харкова, що були релоковані до Ворохти в Івано-Франківську область.
Другий тираж пазлів виготовлявся у Львові і процес виробництва припав на початок масових відключень електроенергії наприкінці 2022 року, що було результатом масованих ракетних обстрілів енергетичної структури України.
Разом з підготовкою нових пазлів, у червні 2023 року відбулась дуже важлива подія для Ukrainian Puzzles - перша участь у фестивалі “Книжковий Арсенал” у Києві.
На початку серпня 2023 у друк пішла третя партія. Вона складалась з чотирьох нових пазлів: «50 українських книг», «Запорожці» Іллі Ріпина», «Ан-225 Мрія - найбільший у світі літак» і «Русскій воєнний корабль, іді...!». Ці пазли виготовлялись на виробництві у Харкові.
У листопаді 2023 року у Харкові була надрукована четверта партія пазлів, що складається з шести видів. Це будуть пазли, що поповнили колекції “Слава Україні!” та “Українське мистецтво”, серед яких "Українське Різдво", "Квіти за тином" Катерини Білокур", "Пес Патрон на пенсії" та "Русскій воєнний корабль ВСЬО!". У березні 2024 року у п'ятій партії було випущено перший дерев'яний пазл "Писанки" та ексклюзивний картонний "Звірі Марії Примаченко" у співпраці з Фондом родини Марії Примаченко.

## Місія
Місія є зробити внесок у відбудову України через виробництво в Україні і продаж по всьому світу високоякісних пазлів із тематикою української культури та переказ прибутку у відповідні фонди збереження та відбудови України.
Гасло Ukrainian Puzzles “Пазл у розбудову України!” втілює місію: зобов’язання після досягнення рівня беззбитковості, жертвувати чистий прибуток від продажу пазлів у відповідні фонди відбудови та підтримки культурних інституцій в Україні, які зазнали ушкоджень або руйнування внаслідок російсько-української війни. 100 % чистого прибутку буде жертвуватися українським фондам і українським інституціям культури.
Серед проведених благодійних зборів:
- Франдрайзингова події у форматі турніру зі складання пазлів у Луцькій обласній універсальній бібліотеці для фонду "Повернись живим", 2023
- Франдрайзингова події у форматі турніру зі складання пазлів у Нью-Йорку (США), зібрані кошти перераховані Українському культурному фонду, 12 квітня 2023
- Франдрайзингова події у форматі турніру зі складання пазлів в Остіні (США), зібрані кошти перераховані Харківському університету імені Василя каразіна, 25 жовтня 2023
- Перерахування коштів для Національного літературно-меморіального музею Григорія Сковороди у рамках кампанії "Справжні друзі Сковороди", 2023
- Збір коштів для фонду "Повернись живим" з нагоди 2-ї річниці затоплення російського крейсера "Москва", квітень 2024 року

## Колекції пазлів
1. Відбудуй Україну! | Rebuild Ukraine!
- Ан-225. Відбудуємо нашу "Мрію"
- Ан-225 "Мрія" - найбільший у світі літак
- Харківський університет Каразіна
- Чернігівська бібліотека для юнацтва
- Святогірська лавра
- Маріупольський драматичний театр
- Київська телевежа
- Садиба Попова
- Маріуполmська мечеть
- Успенський собор і центр Харкова

2. Слава Україні! | Glory to Ukraine!
- Русскій воєнний корабль, іді… !
- Пес Патрон на пенсії
- Руссккій воєнний корабль, ВСЬО!
- 50 українських книг

3. Українське мистецтво | Ukrainian Art
- "Запорожці" Іллі Ріпина
- "Квіти за тином" Катерини Білокур
- Звірі Марії Примаченко
- В гостях у Малевича (дерев'яний пазл)
- "Космос" Олександра Богомазова (дерев'яний пазл)

4. Відкривай Україну | Discover Ukraine
- Українське Різдво
- Писанки (картонний і дерев'яний пазл)

## Участь у публічних заходах
- 11-й Міжнародний фестиваль "Книжковий Арсенал", Київ, 22-25 червня 2023 року[4]
- Ярмарка соціальних підприємств у Львові, 15 вересня 2023 року
- Фестиваль для дітей і підлітків «NEOсвітній Арсенал», Київ, 22-24 вересня 2023 року
- 30-й львівська книжкова ярмарка "Форум видавців", Львів, 4-8 жовтня 2023 року[5]
- Виставка продукції українських виробників у рамках національного форуму "Зроблено в Україні", Київ, 28 лютого 2024 року
- Перший форум шкільного підприємництва у Львові, 8 квітня 2024 року
- XV Міжнародна книжкова ярмарка у Варшаві (Польща), 23-26 травня 2024 року[6]
- 12-й Міжнародний фестиваль "Книжковий Арсенал", Київ, 30 травня-2 червня 2024 року